# WICB Professional Cricket League Regional 4 Day Tournament 2015/16
Der WICB Professional Cricket League Regional 4 Day Tournament 2015/16 war die 50. Saison des nationalen First-Class-Cricket-Wettbewerbes in den West Indies und wurde vom 6. November 2015 bis zum 18. März 2016 ausgetragen. Gewinner war Guyana, die ihre siebte Meisterschaft gewannen.

## Format
Die sechs Mannschaften spielten in einer Gruppe gegen jedes andere Team jeweils zwei Mal. Für einen Sieg gibt es 12 Punkte, für ein Unentschieden sechs, für ein Remis drei und für ein abgesagtes Spiel einen Punkt. Zusätzlich gibt es Bonuspunkte für die Batting und Bowling Leistungen im ersten Innings. Die Mannschaft mit den meisten Punkten am Saisonende gewinnt den Wettbewerb.

## Resultate
Tabelle
| Team                | Sp. | S | N | R | Bat | Bwl | Ded | BP | Punkte |
| ------------------- | --- | - | - | - | --- | --- | --- | -- | ------ |
| Guyana              | 10  | 8 | 0 | 2 | 18  | 29  | 0   | 0  | 149    |
| Barbados            | 10  | 7 | 1 | 2 | 22  | 30  | 0   | 0  | 142    |
| Jamaika             | 10  | 4 | 6 | 0 | 11  | 26  | 0   | 0  | 85     |
| Trinidad und Tobago | 10  | 3 | 5 | 2 | 12  | 23  | 0   | 4  | 81     |
| Windward Islands    | 10  | 2 | 6 | 2 | 11  | 20  | 0   | 3  | 64     |
| Leeward Islands     | 10  | 1 | 7 | 2 | 7   | 25  | 0   | 0  | 50     |

Sieg: 12 Punkte; Remis: 3 Punkte